# Bowluvada
Bowluvada là một thị trấn thuộc huyện Visakhapatnam, bang Andhra Pradesh. Nó nắm cách thành phố Visakhapatnam 27 km về phía Tây.

## Demographics
The total population in Bowluvada village is 5001 according to 2011 Census of India. Among them males are 2427 and females are 2574.